# مرحلة المجموعات في دوري أبطال أوروبا 1994–95
بدأت مرحلة المجموعات في دوري أبطال أوروبا 1994-95 في يوم 14 سبتمبر 1994 وانتهت في 7 ديسمبر 1995. وصلت ثمانية فرق إلى مرحلة المجموعات مُباشرةً، في حين تأهلت ثمانية فرق أخرى عن طريق الدور التمهيدي ما مجموعه 16 فريقاً، حيث وُزعوا في أربعة مجموعات. يتنافسون عن طريق المباريات بالذهاب والإياب بين كل فريقين في المجموعة إذ يلعب كل فريق ستة مباريات في هذا الدور. يُمنح لكل فوز نقطتين ولكل تعادل نقطة واحدة. وأول فريقين في المجموعة من حيث عدد النقاط يتأهلون إلى مرحلة خروج المغلوب.

## المجموعات

### المجموعة A
| الفريق          | لعب | ف | ت | خ | له | عليه | ف.أ | النقاط |
| --------------- | --- | - | - | - | -- | ---- | --- | ------ |
| نادي غوتبورغ    | 6   | 4 | 1 | 1 | 10 | 7    | +3  | 9      |
| نادي برشلونة    | 6   | 2 | 2 | 2 | 11 | 8    | +3  | 6      |
| مانشستر يونايتد | 6   | 2 | 2 | 2 | 11 | 11   | 0   | 6      |
| غلطة سراي       | 6   | 1 | 1 | 4 | 3  | 9    | −6  | 3      |

| نادي برشلونة                         | 2–1   | غلطة سراي             |
| ------------------------------------ | ----- | --------------------- |
| رونالد كومان 30' · غويليرمو أمور 50' | تقرير | كوبيلاي توركيلماز 14' |

| مانشستر يونايتد                                           | 4–2   | نادي غوتبورغ                         |
| --------------------------------------------------------- | ----- | ------------------------------------ |
| ريان غيغز 33'، 65' · أندري كانتشيلسكيس 46' · لي شاربي 70' | تقرير | ستيفان بيترسون 27' · ستيفان ريهن 48' |

| غلطة سراي | 0–0   | مانشستر يونايتد |
| --------- | ----- | --------------- |
|           | تقرير |                 |

| نادي غوتبورغ                                | 2–1   | نادي برشلونة         |
| ------------------------------------------- | ----- | -------------------- |
| ماغنوس إيرلينغمارك 74' · يسبر بلومكفيست 89' | تقرير | خريستو ستويتشكوف 10' |

| نادي غوتبورغ           | 1–0   | غلطة سراي |
| ---------------------- | ----- | --------- |
| ماغنوس إيرلينغمارك 76' | تقرير |           |

| مانشستر يونايتد              | 2–2   | نادي برشلونة                        |
| ---------------------------- | ----- | ----------------------------------- |
| مارك هيوز 19' · لي شاربي 80' | تقرير | روماريو 34' · خوسيه ماري باكيرو 49' |

| نادي برشلونة                                             | 4–0   | مانشستر يونايتد |
| -------------------------------------------------------- | ----- | --------------- |
| خريستو ستويتشكوف 9'، 52' · روماريو 45' · ألبرت فيرير 88' | تقرير |                 |

| غلطة سراي | 0–1   | نادي غوتبورغ           |
| --------- | ----- | ---------------------- |
|           | تقرير | ماغنوس إيرلينغمارك 86' |

| غلطة سراي                                        | 2–1   | نادي برشلونة |
| ------------------------------------------------ | ----- | ------------ |
| هاكان شوكور 71' (ض.ج) · كارلوس بوسكيتس 87' (ه.ذ) | تقرير | روماريو 15'  |

| نادي غوتبورغ                                                          | 3–1   | مانشستر يونايتد |
| --------------------------------------------------------------------- | ----- | --------------- |
| يسبر بلومكفيست 11' · ماغنوس إيرلينغمارك 65' · بونتوس كامارك 72' (ض.ج) | تقرير | مارك هيوز 64'   |

| نادي برشلونة          | 1–1   | نادي غوتبورغ    |
| --------------------- | ----- | --------------- |
| خوسيه ماري باكيرو 81' | تقرير | ستيفان ريهن 88' |

| مانشستر يونايتد                                                           | 4–0   | غلطة سراي |
| ------------------------------------------------------------------------- | ----- | --------- |
| سيمون دافيس 3' · ديفيد بيكهام 38' · روي كين 49' · بولنت كوركماز 88' (ه.ذ) | تقرير |           |

### المجموعة B
| الفريق           | لعب | ف | ت | خ | له | عليه | ف.أ | النقاط |
| ---------------- | --- | - | - | - | -- | ---- | --- | ------ |
| باريس سان جيرمان | 6   | 6 | 0 | 0 | 12 | 3    | +9  | 12     |
| بايرن ميونخ      | 6   | 2 | 2 | 2 | 8  | 7    | +1  | 6      |
| سبارتاك موسكو    | 6   | 1 | 2 | 3 | 8  | 12   | −4  | 4      |
| نادي دينامو كييف | 6   | 1 | 0 | 5 | 5  | 11   | −6  | 2      |

| نادي دينامو كييف                            | 3–2   | سبارتاك موسكو                           |
| ------------------------------------------- | ----- | --------------------------------------- |
| فيكتور ليونينكو 48'، 76' · سيرجي ريبروف 86' | تقرير | نيكولاي بيساريف 12' · أندري تيخونوف 39' |

| باريس سان جيرمان                | 2–0   | بايرن ميونخ |
| ------------------------------- | ----- | ----------- |
| جورج ويا 41' · دانييل برافو 83' | تقرير |             |

| بايرن ميونخ | 1–0   | نادي دينامو كييف |
| ----------- | ----- | ---------------- |
| محمد شول 9' | تقرير |                  |

| سبارتاك موسكو    | 1–2   | باريس سان جيرمان                 |
| ---------------- | ----- | -------------------------------- |
| راشد راخيموف 40' | تقرير | بول لوجوين 52' · فالدو فيليو 60' |

| نادي دينامو كييف          | 1–2   | باريس سان جيرمان                  |
| ------------------------- | ----- | --------------------------------- |
| فيكتور ليونينكو 33' (ض.ج) | تقرير | فينسينت غويرين 26' · جورج ويا 75' |

| سبارتاك موسكو       | 1–1   | بايرن ميونخ     |
| ------------------- | ----- | --------------- |
| نيكولاي بيساريف 77' | تقرير | ماركوس بابل 90' |

| بايرن ميونخ                              | 2–2   | سبارتاك موسكو                           |
| ---------------------------------------- | ----- | --------------------------------------- |
| كريستيان نيرلينغر 28' · صامويل كوفور 36' | تقرير | أندري تيخونوف 4' · دميتري ألينيتشيف 32' |

| باريس سان جيرمان | 1–0   | نادي دينامو كييف |
| ---------------- | ----- | ---------------- |
| جورج ويا 68'     | تقرير |                  |

| بايرن ميونخ | 0–1   | باريس سان جيرمان |
| ----------- | ----- | ---------------- |
|             | تقرير | جورج ويا 80'     |

| سبارتاك موسكو      | 1–0   | نادي دينامو كييف |
| ------------------ | ----- | ---------------- |
| موخسن موخامديف 51' | تقرير |                  |

| نادي دينامو كييف    | 1–4   | بايرن ميونخ                                                    |
| ------------------- | ----- | -------------------------------------------------------------- |
| أندري شيفتشينكو 38' | تقرير | كريستيان نيرلينغر 45' · جان بيير بابان 57'، 82' · محمد شول 87' |

| باريس سان جيرمان                               | 4–1   | سبارتاك موسكو      |
| ---------------------------------------------- | ----- | ------------------ |
| جورج ويا 30'، 52' · دافيد جينولا 42' · راي 59' | تقرير | سيرجي روديونوف 67' |

### المجموعة C
| الفريق             | لعب | ف | ت | خ | له | عليه | ف.أ | النقاط |
| ------------------ | --- | - | - | - | -- | ---- | --- | ------ |
| نادي بنفيكا        | 6   | 3 | 3 | 0 | 9  | 5    | +4  | 9      |
| هايدوك سبليت       | 6   | 2 | 2 | 2 | 5  | 7    | −2  | 6      |
| نادي ستيوا بوخارست | 6   | 1 | 3 | 2 | 7  | 6    | +1  | 5      |
| نادي رويال أندرلخت | 6   | 0 | 4 | 2 | 4  | 7    | −3  | 4      |

| نادي رويال أندرلخت | 0–0   | نادي ستيوا بوخارست |
| ------------------ | ----- | ------------------ |
|                    | تقرير |                    |

| هايدوك سبليت | 0–0   | نادي بنفيكا |
| ------------ | ----- | ----------- |
|              | تقرير |             |

| نادي بنفيكا                                  | 3–1   | نادي رويال أندرلخت     |
| -------------------------------------------- | ----- | ---------------------- |
| كلاوديو كانيجيا 26'، 40' · جوزيه تافاريس 72' | تقرير | باولو ماديرا 88' (ه.ذ) |

| نادي ستيوا بوخارست | 0–1   | هايدوك سبليت         |
| ------------------ | ----- | -------------------- |
|                    | تقرير | ألجوسا أسانوفيتش 89' |

| نادي بنفيكا                                      | 2–1   | نادي ستيوا بوخارست  |
| ------------------------------------------------ | ----- | ------------------- |
| كلاوديو كانيجيا 44' (ض.ج) · جواو فييرا بينتو 60' | تقرير | داميان ميليتارو 89' |

| هايدوك سبليت                             | 2–1   | نادي رويال أندرلخت |
| ---------------------------------------- | ----- | ------------------ |
| نينيد براليجا 34' · داركو بوتوروفيتش 86' | تقرير | جوسيب ويبر 88'     |

| نادي ستيوا بوخارست | 1–1   | نادي بنفيكا         |
| ------------------ | ----- | ------------------- |
| نيكا باندورو 27'   | تقرير | هيلدر كريستوفاو 63' |

| نادي رويال أندرلخت | 0–0   | هايدوك سبليت |
| ------------------ | ----- | ------------ |
|                    | تقرير |              |

| نادي بنفيكا                       | 2–1   | هايدوك سبليت           |
| --------------------------------- | ----- | ---------------------- |
| أساياس 32' · جواو فييرا بينتو 76' | تقرير | ستيفان أندرياسفيتش 71' |

| نادي ستيوا بوخارست | 1–1   | نادي رويال أندرلخت |
| ------------------ | ----- | ------------------ |
| أنتون دوبوس 54'    | تقرير | جون بوسمان 43'     |

| نادي رويال أندرلخت | 1–1   | نادي بنفيكا |
| ------------------ | ----- | ----------- |
| غرايمي روتجيس 48'  | تقرير | اديلسون 82' |

| هايدوك سبليت           | 1–4   | نادي ستيوا بوخارست                                               |
| ---------------------- | ----- | ---------------------------------------------------------------- |
| ستيفان أندرياسفيتش 48' | تقرير | أدريان إيلي 11'، 32' · ماريوس لاكاتوش 23' · كونستانتين غالسا 90' |

### المجموعة D
| الفريق           | لعب | ف | ت | خ | له | عليه | ف.أ | النقاط |
| ---------------- | --- | - | - | - | -- | ---- | --- | ------ |
| أياكس أمستردام   | 6   | 4 | 2 | 0 | 9  | 2    | +7  | 10     |
| إيه سي ميلان     | 6   | 3 | 1 | 2 | 6  | 5    | +1  | 5*     |
| ريد بل زالتسبورغ | 6   | 1 | 3 | 2 | 4  | 6    | −2  | 5      |
| أيك أثينا        | 6   | 0 | 2 | 4 | 3  | 9    | −6  | 2      |

* تم خصم نقطتين من نادي ميلان بسبب شغب الجماهير ضد ريد بل زالتسبورغ في الجولة الثانية.
| أياكس أمستردام                      | 2–0   | إيه سي ميلان |
| ----------------------------------- | ----- | ------------ |
| رونالد ديبور 51' · ياري ليتمانن 65' | تقرير |              |

| ريد بل زالتسبورغ | 0–0   | أيك أثينا |
| ---------------- | ----- | --------- |
|                  | تقرير |           |

| أيك أثينا         | 1–2   | أياكس أمستردام                        |
| ----------------- | ----- | ------------------------------------- |
| توني سافيفسكي 30' | تقرير | ياري ليتمانن 33' · باتريك كلايفرت 59' |

| إيه سي ميلان                               | 3–0   | ريد بل زالتسبورغ |
| ------------------------------------------ | ----- | ---------------- |
| جيوفاني ستوربا 40' · ماركو سيموني 59'، 64' | تقرير |                  |

ألقت جماهير نادي ميلان زجاجات بلاستيكية على أوتو كونراد حارس نادي ريد بل زالنسبورغ حيث سقط مُصاباً ونُقل للمستشفى، خصم الاتحاد الأوروبي نقطتين من رصيد نادي ميلان في المجموعة.
| أيك أثينا | 0–0   | إيه سي ميلان |
| --------- | ----- | ------------ |
|           | تقرير |              |

| ريد بل زالتسبورغ | 0–0   | أياكس أمستردام |
| ---------------- | ----- | -------------- |
|                  | تقرير |                |

| أياكس أمستردام   | 1–1   | ريد بل زالتسبورغ   |
| ---------------- | ----- | ------------------ |
| ياري ليتمانن 85' | تقرير | توميكا كوسيجان 63' |

| إيه سي ميلان              | 2–1   | أيك أثينا         |
| ------------------------- | ----- | ----------------- |
| كريستيان بانوتشي 68'، 74' | تقرير | توني سافيفسكي 16' |

| أيك أثينا            | 1–3   | ريد بل زالتسبورغ                              |
| -------------------- | ----- | --------------------------------------------- |
| مايكاليس فالتشوس 28' | تقرير | هييمو بفيفينبيرغر 7'، 9' · رالف هاسينهوتل 77' |

| إيه سي ميلان | 0–2   | أياكس أمستردام                            |
| ------------ | ----- | ----------------------------------------- |
|              | تقرير | ياري ليتمانن 2' · فرانكو باريزي 66' (ه.ذ) |

| أياكس أمستردام       | 2–0   | أيك أثينا |
| -------------------- | ----- | --------- |
| تاريك أوليدا 7'، 81' | تقرير |           |

| ريد بل زالتسبورغ | 0–1   | إيه سي ميلان      |
| ---------------- | ----- | ----------------- |
|                  | تقرير | دانييلي مسارو 26' |